# Туюксу (перевал)
Туюксу (каз. Тұйық Су — стоячая вода) — перевал на северном отроге хребта Заилийский Алатау (Северный Тянь-Шань), располагается между вершинами Погребецкого и Туюксу, соединяет ледник Туюксу в ущелье реки Малая Алматинка и ледник Туристов в ущелье реки Левый Талгар. Высота седловины около 4100 метров, категория сложности 1Б.